# Hoplitis curtula
Hoplitis curtula är en biart som först beskrevs av Pérez 1895.  Hoplitis curtula ingår i släktet gnagbin, och familjen buksamlarbin. Inga underarter finns listade i Catalogue of Life.